# Pepsi-Cola Masters 1970 - Singolare
Il singolare del Pepsi-Cola Masters 1970 è stato un torneo di tennis facente parte della categoria Grand Prix.
Stan Smith ha vinto il torneo per aver prevalso su Rod Laver nello scontro diretto dopo che i due avevano chiuso con lo stesso bilancio di partite vinte e perse.

## Round robin

### Legenda
| - Q = Qualificato - WC = Wild card - LL = Lucky loser | - ALT = Alternate - SE = Special Exempt - PR = Protected Ranking | - w/o = Walkover - r = Ritirato - d = Squalificato |

|                   | Rosewall      | Franulović    | Ashe          | Smith         | Laver         | Kodeš         |
| Ken Rosewall      |               | 6–3, 6–3      | 6–3, 6–4      | 4–6, 5–6      | 6–5, 3–6, 5–6 | 6–5, 6–4      |
| Željko Franulović | 3–6, 3–6      |               | 5–6, 6–3, 2–6 | 1–6, 6–5, 1–6 | 5–6, 6–3, 2–6 | 6–2, 3–6, 6–3 |
| Arthur Ashe       | 3–6, 4–6      | 6–5, 3–6, 6–2 |               | 3–6, 6–3, 6–5 | 3–6, 2–6      | 6–3, 4–6, 6–3 |
| Stan Smith        | 6–4, 6–5      | 6–1, 5–6, 6–1 | 6–3, 3–6, 5–6 |               | 4–6, 6–3, 6–4 | 6–3, 6–5      |
| Rod Laver         | 5–6, 6–3, 6–5 | 6–5, 3–6, 6–2 | 6–3, 6–2      | 6–4, 3–6, 4–6 |               | 6–4, 6–3      |
| Jan Kodeš         | 5–6, 4–6      | 2–6, 6–3, 3–6 | 3–6, 6–4, 3–6 | 3–6, 5–6      | 4–6, 3–6      |               |

### Classifica
| Giocatore         | RR V-S | Set V-S | Game V-P | Posizione |
| ----------------- | ------ | ------- | -------- | --------- |
| Stan Smith        | 4–1    | 9–3     | 71–53    | 1         |
| Rod Laver         | 4–1    | 9–3     | 69–55    | 2         |
| Ken Rosewall      | 3–2    | 6–4     | 59–51    | 3         |
| Arthur Ashe       | 3–2    | 6–7     | 58–53    | 4         |
| Željko Franulović | 1–4    | 5–9     | 55–70    | 5         |
| Jan Kodeš         | 0–5    | 2–10    | 47–67    | 6         |

La classifica viene stilata in base ai seguenti criteri: 1) Numero di vittorie; 2) Numero di partite giocate; 3) Scontri diretti (in caso di due giocatori pari merito ); 4) Percentuale di set vinti o di games vinti (in caso di tre giocatori pari merito ); 5) Decisione della commissione.